# 拉杜兹
拉杜兹（法語：La Douze，法語發音：[la duz]）是法国多尔多涅省的一个市镇，位于该省中部偏南，属于佩里格区。

## 地理
拉杜兹（45°3'41"N, 0°51'49"E）面积23.05 平方千米，位于法国新阿基坦大区多爾多涅省，该省份为法国西南部内陆省份，是法國本土面积第三大的省，大致对应佩里戈尔地区，北起顺时针与夏朗德省、上维埃纳省、科雷兹省、洛特省、洛特-加龙省、吉倫特省和滨海夏朗德省接壤。
与拉杜兹接壤的市镇（或旧市镇、城区）包括：圣皮埃尔-德希尼亚克、圣费利克斯德雷亚克和莫特马尔、拉克罗普特、圣热拉克、布拉扎克-伊勒-马努瓦尔、萨尼亚克。

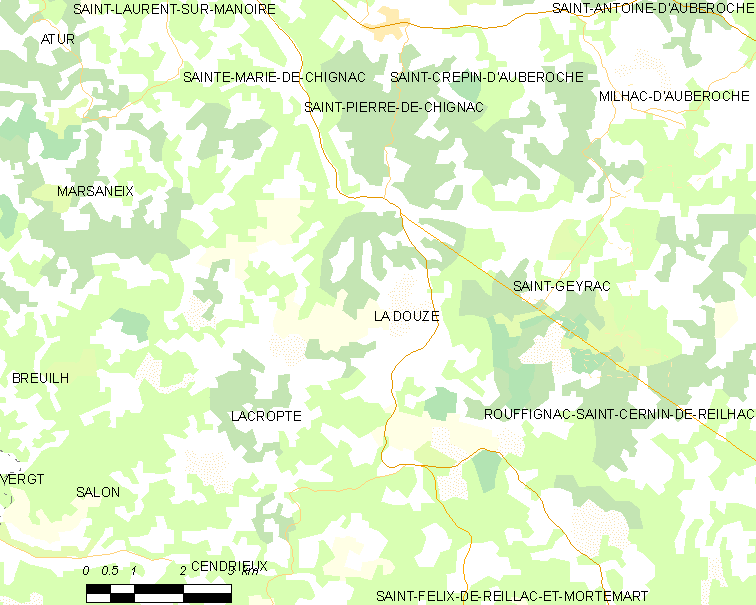
拉杜兹的OSM定位图

拉杜兹的时区为UTC+01:00、UTC+02:00（夏令时）。

## 行政
拉杜兹的邮政编码为24330，INSEE市镇编码为24156。

## 政治
拉杜兹所属的省级选区为伊勒-马努瓦尔县。

## 人口

1962-2008年间拉杜兹人口变化图示

拉杜兹于2022年1月1日时的人口数量为1147人。